# (164215) Doloreshill
(164215) Doloreshill est un astéroïde Amor découvert le 25 juin 2004 par le Catalina Sky Survey.